# العلاقات المكسيكية اليابانية
العلاقات المكسيكية اليابانية هي العلاقات الثنائية التي تجمع بين المكسيك واليابان.

## مقارنة بين البلدين
هذه مقارنة عامة ومرجعية للدولتين:
| وجه المقارنة                                              | المكسيك                                                                               | اليابان         |
| --------------------------------------------------------- | ------------------------------------------------------------------------------------- | --------------- |
| المساحة (كم2)                                             | 1.97 مليون                                                                            | 377.97 ألف      |
| عدد السكان (نسمة)                                         | 130.53 مليون                                                                          | 126.79 مليون    |
| الكثافة السكانية (ن./كم²)                                 | 66.26                                                                                 | 335.45          |
| العاصمة                                                   | مدينة مكسيكو                                                                          | طوكيو           |
| اللغة الرسمية                                             | اللغة الإسبانية                                                                       | اللغة اليابانية |
| العملة                                                    | بيزو مكسيكي                                                                           | ين ياباني       |
| الناتج المحلي الإجمالي (بليون دولار)                      | 1.15 تريليون                                                                          | 4.87 تريليون    |
| الناتج المحلي الإجمالي (تعادل القوة الشرائية) بليون دولار | 2.16 تريليون                                                                          | 5.18 تريليون    |
| الناتج المحلي الإجمالي الاسمي للفرد دولار أمريكي          | 9.01 ألف                                                                              | 34.52 ألف       |
| الناتج المحلي الإجمالي للفرد دولار أمريكي                 | 17.32 ألف                                                                             | 36.62 ألف       |
| مؤشر التنمية البشرية                                      | 0.756                                                                                 | 0.903           |
| رمز المكالمات الدولي                                      | +52                                                                                   | +81             |
| رمز الإنترنت                                              | .mx                                                                                   | .jp             |
| المنطقة الزمنية                                           | منطقة زمنية وسطى، المنطقة الزمنية الجبلية، زمن منطقة المحيط الهادئ، منطقة زمنية شرقية | توقيت اليابان   |

## مدن متوأمة
في ما يلي قائمة باتفاقيات التوأمة بين مدن مكسيكية ويابانية:
- ترتبط غوادالاخارا مع كيوتو باتفاقية توأمة منذ 20 أكتوبر 1980.
- ترتبط ولاية سينالوا مع واكاياما باتفاقية توأمة منذ 20 مايو 1996.
- ترتبط مدينة مكسيكو مع ناغويا باتفاقية توأمة منذ 1 سبتمبر 2008.[13][14][15][13]
- ترتبط ولاية مكسيكو مع سايتاما باتفاقية توأمة منذ 1 أكتوبر 1979.
- ترتبط تولوكا مع سايتاما باتفاقية توأمة.
- ترتبط ولاية غواناخواتو مع هيروشيما باتفاقية توأمة منذ 6 نوفمبر 2014.
- ترتبط أكابولكو مع أونجوكو [الإنجليزية]‏ باتفاقية توأمة منذ 19 يوليو 2017.[16][16][17][17]

## منظمات دولية مشتركة
يشترك البلدان في عضوية مجموعة من المنظمات الدولية، منها:
| علم المنظمة | اسم المنظمة                                      | تاريخ انضمام المكسيك | تاريخ انضمام اليابان |
| ----------- | ------------------------------------------------ | -------------------- | -------------------- |
|             | مجموعة العشرين                                   | ?                    | ?                    |
|             | منظمة التعاون الاقتصادي والتنمية                 | ?                    | ?                    |
|             | منتدى التعاون الاقتصادي لدول آسيا والمحيط الهادئ | 17 نوفمبر 1993       | 6 نوفمبر 1989        |
|             | منظمة التجارة العالمية                           | 1995                 | ?                    |
|             | الاتحاد البريدي العالمي                          | ?                    | ?                    |
|             | مجموعة الموردين النوويين                         | ?                    | ?                    |
|             | يونسكو                                           | 4 نوفمبر 1946        | 2 يوليو 1951         |
|             | الفريق المعني برصد الأرض                         | ?                    | ?                    |
|             | مؤسسة التمويل الدولية                            | 20 يوليو 1956        | 20 يوليو 1956        |
|             | منظمة حظر الأسلحة الكيميائية                     | ?                    | ?                    |
|             | مؤسسة التنمية الدولية                            | 24 أبريل 1961        | 27 ديسمبر 1960       |
|             | مجموعة أستراليا                                  | 2013                 | 1985                 |
|             | وكالة ضمان الاستثمار متعدد الأطراف               | 1 يوليو 2009         | 12 أبريل 1988        |
|             | الاتحاد الدولي للاتصالات                         | 1 يوليو 1908         | 29 يناير 1879        |
|             | منظمة الشرطة الجنائية الدولية                    | ?                    | ?                    |
|             | الأمم المتحدة                                    | 7 نوفمبر 1945        | 18 ديسمبر 1956       |
|             | البنك الدولي للإنشاء والتعمير                    | 31 ديسمبر 1945       | 13 أغسطس 1952        |
|             | المنظمة الهيدروغرافية الدولية                    | ?                    | ?                    |

## أعلام
هذه قائمة لبعض الشخصيات التي تربطها علاقات بالبلدين:
- ألبرتو أراي (مهندس معماري مكسيكي، 29 مارس 1915 – 25 مايو 1959)
- بابلو لاريوس (لاعب كرة قدم مكسيكي، 31 يوليو 1960[25] – 31 يناير 2019)
- باربرا موري (2 فبراير 1978 – )
- لويس نيشيزاوا (فنان مكسيكي، 2 فبراير 1918[26] – 29 سبتمبر 2014[27])
- نوي موراياما (ممثل مكسيكي، 4 يونيو 1930 – 25 أغسطس 1997)

## وصلات خارجية
- موقع وزارة الخارجية المكسيكية
- موقع وزارة الخارجية اليابانية